# 센스바디
센스바디(영어: SENSBODY)는 성인용품을 제공하는 대한민국의 쇼핑몰이다. 2018년 11월 출시했으며 기존의 남성 성인용품과는 차원이 다른 리얼을 내세우며 제품 판매를 시작했다. 대한민국 오나홀 제조업체중 독보적인 새로운 기술을 도입하여 오나홀을 만들었다.
2018년 대한민국 성인 배우 이채담을 모델을 시작으로, 국내외 다양한 모델의 오나홀을 제작하였다. 이외에도 은지, 유진, 서연, 세미, 및 일본 AV여배우 하마사키 마오, 아라이 리마, 미타니 아카리 등 다양한 모델의 제품들을 출시하고 있다. 